# Lactasa
La lactasa (abreujat LPH, de l'anglès lactase-phlorizin hydrolase) és un enzim de tipus β-galactosidasa produït durant la infància de tots els mamífers. La seva acció és imprescindible en el procés de conversió de la lactosa, sucre doble (disacàrid), en els seus components glucosa i galactosa. La lactasa es produeix a les microvellositats de les cèl·lules epitelials que recobreixen l'intestí, principalment en el jejú, on s'efectua la hidròlisi i l'absorció dels monosacàrids.
La reacció que catalitza és la següent:
C₁₂H22O11 + H₂O → C₆H₁₂O₆ + C₆H₁₂O₆ + Calor
Pertany a la família de les disacaridases, que són els enzims que s'encarreguen de trencar els disacàrids en els monosacàrids que els formen.
La falta de lactasa origina intolerància a la lactosa, que és una anomalia relativament freqüent, sobretot en persones d'avançada edat. En els mamífers, l'activitat lactàsica es manifesta per primera vegada uns dies abans del naixement sent màxima durant la lactància però, amb l'edat, es produeix un descens fisiològic de la secreció de lactasa. No obstant, en els éssers humans s'han desenvolupat mutacions genètiques que permeten la secreció de la lactasa durant la vida adulta, com a part d'una adaptació biològica evolutiva en les poblacions que han seguit consumint llet durant l'edat adulta i que va sorgir fa més de 7.500 anys.
Aquesta síntesi de lactasa és característica de la població balcànica. Concretament, l'activitat de la lactasa es manté en l'edat adulta a Europa (centre i nord, amb descens de la prevalença cap al sud), a l'Àfrica (nord i poblacions de pastors) i a l'Aràbia (poblacions pastores), on es va continuar ancestralment la presa de llet després del deslletament. Contràriament, en les cultures que no han tingut relació amb animals productors de llet, com la japonesa, la xinesa, l'Índia o la major part d'Àfrica (poblacions d'agricultors), la proporció d'intolerància primària a la lactosa és elevada.
Alguns microorganismes, com els bacteris làctics, també produeixen lactasa. Això els permet hidrolitzar la lactosa i metabolitzar els seus components: la glucosa via glucòlisi i la galactosa per la ruta de Leloir o la ruta de la tagatosa-6-fosfat.

## Mecanisme
La temperatura òptima per a l'activitat de lactasa humana és d'uns 37 °C i té un pH òptim de 6. Activada, l'enllaç β-glicosídic en d-lactosa s'hidrolitza (mitjançant la inclusió d'una molècula d'aigua es trenca l'enllaç gluscosídic) per formar d-galactosa i d-glucosa.

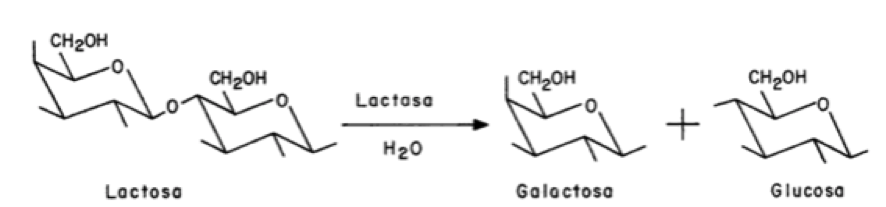
Conversió de la lactosa en glucosa i galactosa per part de la lactasa

El mecanisme catalític de la hidròlisi de d-lactosa conserva la configuració anomèrica del substrat en els productes Si bé els detalls del mecanisme són incerts, la retenció estereoquímica s'aconsegueix mitjançant una doble reacció de desplaçament. Estudis de la lactasa d'Escherichia coli han proposat que s'inicia la hidròlisi quan un nucleòfil de glutamat en l'enzim ataca des del costat axial del galactosil carboni en el vincle β-glicosídic. L'eliminació del grup deixant d-glucosa pot ser facilitat per la catàlisi d'àcids dependent de Mg. L'enzim s'allibera de la unitat α-galactosil a causa d'un atac nucleòfil equatorial per l'aigua, que produeix la d-galactosa.
Els estudis de modificació del substrat han demostrat que els grups 3′-OH i 2′-OH en l'anell de galactopiranosa són essencials per al reconeixement i la hidròlisi enzimàtica. El grup 3′-hidroxi està involucrat en unió inicial al substrat mentre que el grup 2′-hidroxi no és necessari per al reconeixement, però és necessari en els passos següents. Això es demostra pel fet que un anàleg de 2-desoxi és un inhibidor competitiu eficaç (Ki = 10 mM). L'eliminació dels grups hidroxil específics en la part de la glucopiranosa no elimina completament la catàlisi.
A més, la lactasa també catalitza la conversió de floricina a floretina i glucosa.

## Estructura

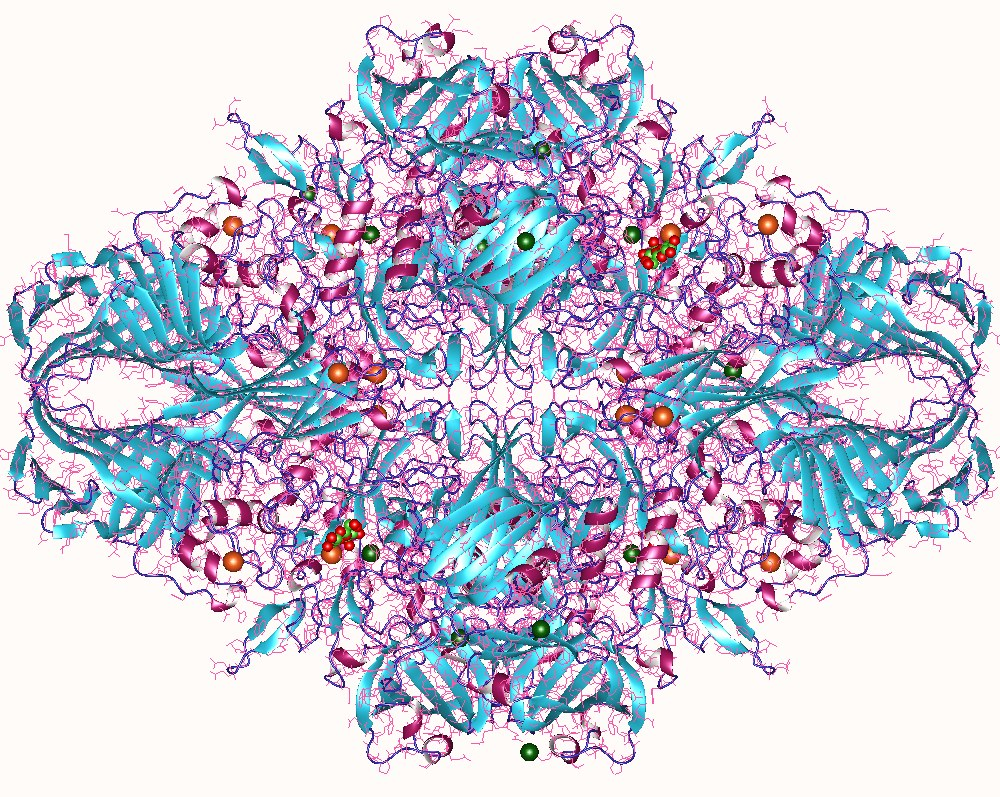
Lactasa tetramer E. coli

La lactasa té dues activitats enzimàtiques, una lactasa (β-d-galactosidasa galacto-hidrolasa) responsable de la hidròlisi de la lactosa i una activitat floricina hidrolasa (glicosil-N-acilesfingosina glicohidrolasa). Conté dos llocs catalítics actius: Glu-1749 i Glu-1273.
El producte primari de traducció de la lactasa és la pre-pro-lactasa (o pre-prolactasa) que consta de 1927 aminoàcids. Aquest es pot dividir en cinc dominis diferents: (1) una seqüència escindible de 19 aminoàcids (posició 1-19); (2) una porció de seqüència de 847 aminoàcids que no es troba a la lactasa madura (posició 20-868), (3) la lactasa madura que conté les activitats hidrolases per la lactasa i la floricina en una sola cadena polipeptídica (posició 867-1927), (4) un grup hidrofòbic que travessa la membrana (26 aminoàcids), i, (5) un segment curt hidrofílic carboxil terminal.

## Biosíntesi
La pre-prolactasa és processada proteolíticament per eliminar la seqüència de pèptid senyal del N-terminal al reticle endoplasmàtic. I, sintetitzada en forma de cadena única N-glicosilada amb una gran quantitat de mannosa, que s'anomena pro-lactasa (Mr = 215- 245 kDa).
La lactasa dimeritza durant la seva biosíntesi, en humans, succeeix durant el pas pel reticle endoplasmàtic. A l'aparell de Golgi, la glucosilació amb alt contingut de mannosa es converteix en un complex resistent a endoH i la lactasa adquireix glicosilació amb enllaç 0. Això comporta un augment de 4 vegades més de l'activitat enzimàtica.
El propèptid de pro-lactasa s'escindeix durant el transport a través de l'aparell de Golgi. En humans, succeeix després de l'Arg734. L'escissió és generada per la furina o per una convertasa similar a la furina. Això dona lloc a una lactasa processada de 1192 aminoàcids (lactasa madura)(Mr = 160 kDa). Aquesta lactasa madura serà transportada a la superfície cel·lular. Durant el transport, la lactasa madura es processa mitjançant una combinació de peptidases juntament amb un tall final de la tripsina.
La lactasa madura sense el pro-pèptid no es pot transportar a la superfície cel·lular, i, és degradada intracel·lularment a causa d'un plegament incorrecte. Sembla que el pro-pèptid serveix com a xaperona intramolecular que assegura el correcte plegament de la lactasa madura per a poder ser transportada cap a la superfície cel·lular.

## Regulació i expressió gènica
El gen LPH humà compren 55 kb i conté 17 exons amb una llargada d'entre 79 i 1551 pb, donant lloc a un transcrit de 6kb. Es troba localitzat al cromosoma 2, regió 2q21.
L'activitat intestinal de la lactasa disminueix durant la infància en molts humans. S'ha demostrat que aquest polimorfisme fenotípic de persistència o no persistència a la lactasa en la vida adulta està associat al 100 per cent amb un polimorfisme dels nucleòtids T/C a la posició 13910 i, aproximadament un 97 per cent al polimorfisme A/G de la posició 22018. Per tant, la diferencia molecular entre la persistència a la lactasa i la no persistència és degut a una mutació a la posició 13910. A més, aquest polimorfisme no es troba al gen de la lactasa (LCT) sinó que es troba a un intró d'un gen de la regió veïna.Els resultats de l'experiment indiquen que la regió 13910 conté un potent amplificador genètic. La regió 13910 tant de la lactasa persistent (13910T) com de la no persistent (13910C) tenen aquesta activitat amplificadora. Ara bé, l'activitat del 13910T amplifica el promotor de la LPH aproximadament 4 vegades més que la variant 13910C.

## Orígens i distribució de la lactasa
Aproximadament el 35 per cent de la població mundial adulta mostra persistència a la lactasa. No obstant això, aquest percentatge mitjà varia molt en funció de la població, ja que pot arribar al 96 per cent a les Illes Britàniques i no passar del 23 per cent al sud de l'India.
La lactasa representa un dels més clars exemples del que es coneix com a construcció de nínxols, que és el mecanisme mitjançant el qual els organismes canvien el seu ambient de manera que introdueixen una pressió de selecció sobre una característica determinada. En aquest cas, s'ha vist que l'augment de la persistència de la lactasa (la capacitat de continuar produint lactasa durant l'edat adulta) té el seu origen entre 2.188 i 20.650 anys enrere. Aquest fet, lligat amb l'alta freqüència que presenta a la població humana, ha portat diversos investigadors a pensar que la persistència de la lactasa ha sigut producte de la pressió selectiva exercida per la inclusió a la dieta de la llet a conseqüència de la domesticació dels animals. Això, a més, concorda amb investigacions genètiques i arqueològiques.

### Anomalies relacionades amb la lactasa
La lactosa es troba present en la llet d'origen animal i els seus derivats, i fins i tot es pot trobar com a additiu d'aliments. La llet és un component fonamental en la dieta humana i el seu valor nutritiu ha estat validat al llarg de centenars d'anys mitjançant el seu constant ús en la nutrició humana. A més de proteïnes, greixos, vitamines i minerals, la llet conté carbohidrats compostos per lactosa i altres oligosacàrids que sostenen el desenvolupament de probiòtics, particularment, bifidobacteris, a l'intestí dels infants, per protegir el tracte intestinal d'infeccions. Tanmateix, no tothom pot tolerar aquest tipus d'aliments, especialment els adults. La intolerància a la lactosa és una condició clínica que es coneix des de fa milers d'anys però que no ha sigut reconeguda i analitzada científicament fins fa a la segona meitat del segle xx. La intolerància a la lactosa no és el mateix que la seva mala digestió o malabsorció.
Les diferents anomalies relacionades amb la lactasa són:
- Intolerància a la lactosa: és una síndrome clínica que cursa amb una o més de les següents manifestacions: dolor abdominal, diarrea, nàusees, flatulència i sensació de plenitud després de la ingestió d'un producte que conté lactosa. La persistència de l'activitat LPH (tolerància a la lactosa) en la vida adulta és dominant.
- Malabsorció de lactosa: és un problema fisiològic que s'associa a la intolerància a la lactosa i s'atribueix al desequilibri entre la quantitat de lactosa ingerida i la capacitat de digerir la lactosa.
- Deficiència primària de lactasa: és l'absència relativa o absoluta de lactasa que se desenvolupa durant la infància i que en la major part dels casos és la causa de la malabsorció i intolerància a la lactosa. Aquesta deficiència també es refereix com hipolactàsia d'adults, absència de la persistència de lactasa o deficiència lactàsica hereditària. L'evidència genètica indica que la deficiència primària de lactasa de tipus adult en humans és un tret autosòmic recessiu.
- Deficiència secundària de lactasa: és la deficiència de lactasa per lesions de l'intestí prim, gastroenteritis aguda, diarrea persistent, quimioteràpia pel càncer, etc. És a dir, per trastorns que alteren la mucosa gàstrica i que es presenten a qualsevol edat, si bé és comú en la infància.
- Deficiència congènita de lactasa: la deficiència congènita de lactasa és un trastorn gastrointestinal greu dels nadons, és un cas extremadament estrany de dèficit de lactasa per causes desconegudes que es presenta en el nadó. El diagnòstic es basa en els símptomes clínics i la baixa activitat lactasa en mostres de biòpsia intestinal. Els principals símptomes són la diarrea aquosa i vòmits en els primers dies de vida després de la ingesta de lactosa que condueix a una degradació i pèrdua de pes del nadó. Les mutacions que codifiquen el gen de la lactasa (LCT) han estat recentment mostrades per a ser la base de la deficiència congènita de lactasa, són mutacions de pèrdua de funció en el gen LCT. Fins que no hi ha hagut els avenços necessaris per al desenvolupament de preparats infantils exemptes de lactosa, els subjectes amb aquest dèficit no podien sobreviure. L'herència és autosòmica recessiva, és a dir, perquè la malaltia produeixi signes o símptomes fenotípics, els dos al·lels del gen han de portar una mutació.[33]

S'han fet una sèrie d'estudis, i es conclou que els productes de traducció primària pre-prolactasa tenen seqüències idèntiques en subjectes amb persistència a la lactasa i deficiència de lactasa. I que, per tant, qualsevol mecanisme regulador post-translacional ha d'operar en idèntiques espècies pre-pro-lactasa. De manera que tots els subjectes amb persistència a la lactasa o deficiència primària de lactasa poden codificar per una pre-prolactasa idèntica.

## Usos

### Industrial
El desenvolupament de tècniques biotecnològiques tant de producció com de recuperació i purificació, ha permès que actualment es disposi de diverses preparacions enzimàtiques comercials

#### Indústria làctica
La intolerància a la lactosa que pateix gran part de la població ha convertit la lactasa en un producte clau a la indústria alimentària, que la fa servir, a baixes concentracions, per catalitzar la reacció d'hidròlisi de lactosa en glucosa i galactosa, ambdós productes metabolitzables per les persones que pateixen la intolerància. A més, es fa servir a la producció de làctics dolços com gelats o llet condensada perquè, a concentracions de 2000 U/kg durant un dia a 5 °C hidrolitzen aproximadament el 50 per cent de la lactosa, donant lloc a un producte més dolç sense la necessitat d'afegir-hi sucres, a banda de millorar característiques com la textura. També s'ha tornat un producte clau en l'aprofitament del sèrum de la llet que, degut a la seva alta quantitat de lactosa (4.7% p/v), mitjançant aquest mètode, pot esdevenir un substitut de la llet en pols tradicionalment utilitzada a l'elaboració dels gelats.
S'han estudiat diverses fonts de lactasa, com Aspergillus oryzae, Aspergillus niger i Trichoderma sp., entre d'altres. També es poden utilitzar bacteris i llevats amb activitat lactasa però en la producció a gran escala de l'enzim s'usen fongs com els esmentats, ja que les lactases d'origen fúngic presenten major termoestabilitat, el pH cau dins del rang àcid (el que les fa adequades per a la seva aplicació en sèrum àcid) i, a més, es produeix l'enzim de manera extracel·lular.
| Origen                  | pH òptim  | Temperatura òptima |
| ----------------------- | --------- | ------------------ |
| Aspergillis niger       | 3.0 - 4.0 | 55 - 65 °C         |
| Aspergillus oryzae      | 5.0       | 50 - 55 °C         |
| Kluyveromyces lactis    | 6.5 - 7.3 | 35 °C              |
| Kluyveromyces marxianus | 6.6       | 37 °C              |
| Candida kefyr           | 6         | 45 - 47 °C         |

La hidròlisi en planta es fa amb la finalitat de produir llet amb baix contingut de lactosa per a la seva venda al públic. Dels processos existents amb aquest propòsit només un es porta a terme utilitzant l'enzim immobilitzada.
El procés d'hidròlisi amb l'enzim lliure consisteix en l'addició de lactasa a la llet prèviament pasteuritzada. La llet es deixa incubar amb l'enzim a una temperatura d'entre 4 a 6 °C durant aproximadament 8 hores o a 35 °C durant 2 a 3 hores, però amb una major quantitat d'enzim. Després de la incubació, la llet pot ser o no pasteuritzada novament per aturar la reacció enzimàtica abans d'envasar. En el cas de la llet ultrapasteurizada, l'enzim s'esterilitza mitjançant filtració i s'afegeix a la llet estèril immediatament abans de l'envasat asèptic.
La hidròlisi, en aquest cas, s'efectua en l'envàs, permetent temps de hidròlisi molt més llargs i, per tant, l'ús d'una quantitat considerablement menor d'enzim. S'estima que la hidròlisi pot ser completada en seta deu dies a temperatura ambient. L'enzim ha d'estar lliure de qualsevol activitat proteolítica, ja que en cas contrari provocaria la coagulació de la llet.
Pel que fa a l'ús d'enzims immobilitzats per a la hidròlisi de llet, hi ha només un que ha aconseguit ser portat a nivell comercial. El principal problema és la contaminació microbiològica del reactor, a causa que la llet és un substrat molt ric que permet el creixement d'una gran varietat de microorganismes. D'altra banda hi hauria la dificultat que presenten les lactases de llevat a la immobilització, causa de la gran susceptibilitat de l'enzim.
El procés esmentat és el desenvolupat per Pastore i col·laboradors, que consisteix en un reactor de columna embalatge amb fibres de triacetat de cel·lulosa que contenen Kluyveromices lactis immobilitzada per atrapament. El sistema treballa per lots, amb llet descremada estèril, a una temperatura de 7 °C fins a aconseguir una hidròlisi el 75 per cent de la lactosa present en la llet. Després de cada operació es renta el sistema amb una solució d'una sal quaternària d'amoni.
S'han posat també a la disposició del consumidor preparacions enzimàtiques que permeten hidrolitzar la llet per al consum propi. El consumidor únicament afegeix unes gotes de la preparació a un envàs de llet que es manté durant una nit en refrigeració. S'obté el 70 per cent de reducció de la lactosa original.
Aquest procediment limita el consum de llet a la llar. Actualment hi ha al mercat diversos productes que poden ser mastegats o engolits en el moment d'ingerir no només llet sinó qualsevol altre producte que contingui lactosa. Aquests productes es classifiquen com a aliments, pel que poden ser adquirits en farmàcies i botigues de salut sense recepta mèdica

#### Plasmidi d'expressió
L'ampli coneixement que es té de l'operó lac, que codifica i regula l'expressió de la lactosa, l'ha convertit en un sistema d'expressió molt utilitzat a la biologia molecular. Aquest operó és el paradigma de la regulació gènica negativa i va motivar, a banda d'altres estudis, que Jacques Monod, François Jacob i André Lwoff guanyessin el Nobel de Fisiologia o Medicina l'any 1965.

### Mèdic
L'ús de la lactasa a l'àmbit de la medicina consisteix en administrar l'enzim juntament amb els productes làctics de manera que redueix la càrrega de lactosa i ajuda a l'organisme a metabolitzar-la, pal·liant els efectes de la intolerància. No obstant, als Estats Units, la FDA (Food and Drug Administration) no ha comprovat ni l'efectivitat ni la seguretat d'aquests suplements.